# Deep Lake
Der Deep Lake (englisch für Tiefer See) ist ein länglicher See, der sich etwa einen Kilometer nördlich des  Kap Barne auf der antarktischen Ross-Insel befindet.
Kartografisch erfasst und benannt wurde der See durch Teilnehmer der Nimrod-Expedition (1907–1909) unter der Leitung des britischen Polarforschers Ernest Shackleton.